# 大沢鉦一郎
大沢 鉦一郎（おおさわ せいいちろう、1893年7月15日 - 1973年1月1日）は、油彩画家。愛知県名古屋市出身。

## 略歴
- 1914年　蔵前の東京高等工業学校図案科（現・東京工業大学）中退。愛知県知多市古見に移住。（療養目的）
- 1917年　宮脇晴と愛美社結成。
- 1919年～1920年　第6・7回院展洋画部に入選。
- 1920年　常滑市大野町へ移住。
- 1932年　第10回春陽展「少女海水浴」入選
- 1936年　帝展無鑑査
- 1933年　春陽会入会
- 1946年　第1回日展（写生）特選。
- 1964年　CBC文化賞受賞
- 1973年　没